# Ай сюэ
Ай сюэ (Ай се; кит. 愛薛, также Ай суй; кит. 愛綏; вероятно, китайская передача имени Иса (Иисус); ок. 1227—1308) — государственный деятель Монгольской империи, медик, дипломат и астроном. Состоял на службе у каанов Гуюка, Мункэ, Хубилая и Тэмура. Христианин по вероисповеданию. Его этническая принадлежность достоверно не установлена.

## Биография
Ай сюэ родился около 1227 года. На службу к монголам поступил, будучи в возрасте около двадцати лет, во время правления Гуюка (1246—1248). Рекомендовал его хану в качестве переводчика сириец Симеон Раббан Ата, несторианский церковный деятель, сотрудничавший с монголами.
Возвышению Ай сюэ при дворе Хубилая (1260—1294) способствовали его познания в языках, астрономии, а особенно — в медицине «западных краёв». В 1263 году он встал во главе Си-юй и-яо сы («Управление медицины западных краёв») и Си-юй син-ли сы («Управление астрономии западных краёв»). Поскольку в списке государственных учреждений, приводимом в Юань ши, эти учреждения отсутствуют, предполагается, что это была лишь группа иноземных (сэмужэнь — «цветноглазых») лекарей и звездочётов при императорском дворе, а биографы Ай сюэ назвали их «управлениями», чтоб повысить его статус.
В 1268 году Ай сюэ возглавил организованный на основе этих «управлений» Гуан-хуэй сы, один из отделов Великой Палаты Медицины Тай и юань. Это управление было создано по приказу Хубилая для бесплатного лечения «одряхлевших и увечных» неимущих жителей Нань-чэна («Южного города») — населённого преимущественно китайцами южного предместья столичного города Даду (Ханбалыка). Примечательно, что Марко Поло упоминает ещё об одной социальной программе хана — раздаче в столице хлеба бедным семьям.
С конца 1270-х годов в политике Хубилая, по-видимому, обеспокоенного растущим влиянием мусульманских чиновников в правительстве, заметны явные антимусульманские тенденции. Их основанием являлось, вероятно, то, что исламизированные тюркские племена, поддерживавшие Хайду, угрожали северо-западным границам Китая, а мамлюки Египта являлись многолетним опасным противником иранских ильханов, формальных вассалов Хубилая. Кроме того, и в самом Китае мусульмане также вызывали враждебность. Одним из первых шагов антиисламской политики Хубилая стал вышедший в 1280 году указ, который предписывал совершать жертвоприношение строго по законам Ясы и запрещал мусульманам резать баранов по нормам Корана (забиха) под страхом смертной казни.
Рашид ад-Дин приписывает ведущую роль в гонениях на мусульман Исе Калямчи (он также назван ‘Исā Тарсā Калямчи (тарса — негативное название христиан среди персидских мусульман; калямчи — «писец») и Иса Кульчи (кульчи — переводчик). Этот персонаж отождествляется исследователями с Ай сюэ. Согласно сведениям персидского историографа, он вместе с придворными Ибн Ма’āлином и Байдаком убедил Хубилая запретить обрезание; подстрекал гулямов из мусульманских хозяйств доносить на своих хозяев. Кроме того, он оклеветал известного богослова маулāнā Бурхāн ад-Дина Бухāри, который был сослан в Южный Китай, где умер. Не исключено, что эти эпизоды могли быть придуманы промусульмански настроенным автором, чтобы очернить христиан-сановников при дворе Хубилая, однако, возможно, они основывались на каких-либо реальных событиях. Например, Кэ Шао-минь сообщает, что в 1276 году Ай сюэ разрушил интриги главы мусульманской придворной партии Ахмада Фенакати против монгольского военачальника Баяна.
В мае 1283 года Ай сюэ, который ранее уже участвовал в нескольких посольствах, вместе с чэнсяном Боладом был направлен в Персию с ярлыком на правление ильхану Аргуну. Посланцы прибыли к ильхану зимой 1284—1285 гг. А в мае 1285 года Аргун отправил из Тебриза в Рим к папе посольство, которое возглавил Иса-Ай Сюэ, а в состав входили монголы Богакок и Менгелик, итальянцы Томмазо Банкир и толмач Угето. В письме Аргуна папе Гонорию IV Ай сюэ фигурирует как Ise tercimam (Иса-толмач). Послы прибыли в Европу с предложением союза против мамлюкского Египта, однако не достигли успеха. Затем Ай сюэ вернулся ко двору Хубилая. В надгробной стеле упоминается о его отсутствии в Китае в течение двух лет, однако никаких сведений о дипломатической деятельности по поручению Аргуна не сообщается. При этом Ай сюэ ставится в особую заслугу сохранение и доставка в Китай драгоценных одежд, пожалованных ильханом.
С 1287 года Ай сюэ был главой Ми шу цзяня, с 1289 года управлял Чун-фу сы, а в 1307 году удостоен почётной должности (без исполнения служебных обязанностей) пин чжан чжэн ши. Он был сюэ-ши чэн-чжи Академии Хань линь и членом Палаты по составлению истории государства Хань линь юань цзянь го ши юань (1294).
В правление каана Тэмура (1294—1307) двенадцать чиновников, среди которых назван и Иса-Ай сюэ, были уличены в мошенничестве с драгоценными камнями, приобретёнными казной у иноземных купцов. Эти чиновники, прибегнув к взяткам, добились, чтобы камни были оценены в 60 тысяч балышей — вдвое больше реальной стоимости, с тем, чтобы присвоить разницу. Афера была разоблачена по доносу одного из чиновников из другой придворной клики, оказавшейся не у дел. Мошенников бросили в тюрьму и приговорили к смерти. Их близкие прибегли к заступничеству Кокчин-хатун, матери хана, но тот был непреклонен. Появление в этот период кометы (комета Галлея, 1301 год) дало возможность ламе Танба-бакши, очень чтимому Тэмуром, убедить хана, что положение требует освободить заключённых. Их помиловали и обязали возместить казне 30 тысяч присвоенных балышей.
После смерти Ай сюэ (1308) его семье было даровано более 400 лянов (около 15 кг) золота, 750 лянов (около 28 кг) серебра, 150 тысяч бумажными деньгами, множество драгоценных камней, золотой и нефритовой утвари, драгоценных одежд, белых лошадей. Последний факт указывает на особое благоволение императора, поскольку белые лошади считались священными, связанными с Небом и поэтому предназначенными для властителей. По сообщению Марко Поло, у Хубилая было десять тысяч белых кобылиц, молоко которых разрешалось пить только членам рода великого хана. Оно использовалось в ежегодных жертвоприношениях духам земли и воздуха.
В 1312 году Аюрбарибада (император Жэнь-цзун) пожаловал Ай сюэ почётные титулы: «Искренний Помощник» (Чэн се), «Сильная Опора» (Ли цзань), «Сановник, управляющего с [большим] мастерством» (Чжи гун чэнь), Тай ши, Кай-фу и-тун сань-сы, Шан чжу го, «Верный и Мудрый» (Чжун сян), Фу-линь ван. Тогда же известному поэту Чэнь Цзю-фу было приказано составить текст для надгробной стелы Ай сюэ — «Стела на пути духа Верного и Мудрого Фу-линь вана». Неизвестно, был ли он высечен на стеле, так как ни место погребения, ни сама стела не обнаружена. Текст же является самым полным источником биографии Ай сюэ.

## Этническая и религиозная принадлежность
По сведениям китайских источников, Ай сюэ был «человеком [из страны] Фу-линь Западного Края» (Си-юй Фу-линь жэнь). Он получил почётный титул Фу-линь ван, то есть «Фу-линьский князь». В связи с этим важно, что ни один из иноземных чиновников не получал титулов, прямо указывающих на его родную страну, поэтому, вероятно, он был единственным выходцем из этих мест при дворе великих ханов.
Биография Ай-сюэ — единственный случай употребления географического термина Фу-линь в Юань ши, но не в китайской историографии. Впервые термин появился в VΙΙ веке, и тогда обозначал, видимо, Византию или сам Константинополь. В. Бартольд, принимая эту трактовку, считал Ай сюэ византийцем, получившим энциклопедическое образование. В текстах китайских несториан VIII—X веков этот термин обозначает Святую землю, а иногда даже более конкретно — место рождения Иисуса Христа — Вифлеем. Однако китайский историк Чэнь Юань полагал, что «Фу-линь» нужно идентифицировать как Рим. В китайских текстах несколько более распространён близкий термин Фу-лан или Фа-лан, транскрипция широко употреблявшегося на Ближнем Востоке общего обозначения европейцев — франк.
Источники приводят имена деда Ай Сюэ — Ба-а-ла — и отца — Бо-ло-му-су. Попытка реконструировать собственно имена на основе этих транскрипций — соответственно Паоли и Полониас (Полоний) — не представляется надёжной. Жена Ай сюэ названа Ша-ла, сыновья — Е-ли-я, Та-эр-ха, Ха-сы, Кэ-ле-цзи-су, Лао-ха, Яо-нэ, дочь — А-на-си-му-сы. В данном случае имена реконструировать проще — это Илия, Денха, Иса, Георгий (Горигос), Лука, Иоанн. Имя самого Ай-сюэ — вероятно, вариант имени Иса (Иисус), а его жена, видимо, звалась Сара.
По мнению П. Пеллио, Ай сюэ был христианином сирийского происхождения, имена его деда и отца — арабские, а дети носили имена, распространённые среди несториан. Однако, по замечанию С. Дмитриева, «несторианские» имена детей Ай сюэ нельзя принять в качестве доказательства его сирийского происхождения, поскольку даже если бы он был европейцем, он, скорее всего, был близок к местной несторианской общине, состоявшей из сирийцев, онгутов и уйгуров, как к единственной сколько-нибудь заметной христианской общине Китая того времени. Можно предположить, что из этой общины происходила его жена Сара, и вполне естественно, что их детям (крещёным, скорее всего, несторианским священником по несторианскому же обряду) были даны принятые среди членов общины имена.
На основе сведений, имеющихся в источниках, окончательно решить вопрос о происхождении Ай сюэ не представляется возможным.